# 1223 Neckar

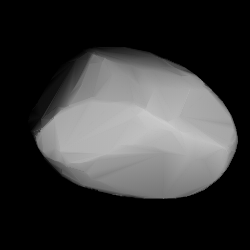
Đây là mô hình 3D của 1223 Neckar

1223 Neckar là một tiểu hành tinh vành đai chính và thuộc về họ tiểu hành tinh Koronis.
Nó được phát hiện bởi K. Reinmuth ngày 6 tháng 10,1931.

## Tham số quỹ đạo
Độ lệch tâm: 0,0602782
Bán trục lớn: 2,8690752 AU
Cận điểm quỹ đạo: 2,6961325 AU
Viễn điểm quỹ đạo: 3,0420179 AU
Độ nghiêng quỹ đạo: 2,55028 °
Kinh độ của điểm nút lên: 41,07311 °
Chu kỳ quỹ đạo: 4,86 năm

## Đặc tính vật lý
Cấp sao tuyệt đối: 10,58 mag
Chu kỳ tự quay: 7,821 h
Chỉ số màu B-V:.840 mag
Chỉ số màu U-B:.405 mag
Phân loại phổ theo Tholen: S

## Tên gọi khác
1930 MN
1931 TA1
1953 FC
A907 VD
A909 BD
A917 XC
A917 YA